# Paul Cellucci
Argeo Paul Cellucci, född 24 april 1948 i Hudson, Massachusetts, död 8 juni 2013 i Hudson, Massachusetts, var en amerikansk republikansk politiker och diplomat. Han var viceguvernör i delstaten Massachusetts 1993–1999 (tillförordnad guvernör 1997–1999) och därefter guvernör 1999–2001. Han var USA:s ambassadör i Kanada 2001–2005.
Cellucci var en moderat republikan, konservativ i ekonomiska frågor men annars företrädde han en mittenpolitisk linje. Romersk-katolska kyrkan kritiserade honom för att han stödde kvinnans rätt till abort. Två år före sin död insjuknade Cellucci i ALS.